# ویلیام ام. دیلی
ویلیام مایکل "بیل" دیلی (به انگلیسی: William Michael “Bill” Daley)، وکیل و بانکدار سابق آمریکایی که از ژانویه ۲۰۱۱ تا ژانویه ۲۰۱۲ رئیس کارکنان کاخ سفید در زمان ریاست جمهوری باراک اوباما بود. دیلی به مدت یک سال این سمت را به عهده داشت و سپس از سمت خویش استعفا داد و جک لو جایگزین وی شد. از دیگر سمت‌های بیل دیلی می‌توان پست وزارت بازرگانی ایالات متحده در زمان ریاست جمهوری بیل کلینتون و همچنین معاونت رئیس بانک جی پی مورگان چیس نام برد.